# Crevant-Laveine
Crevant-Laveine – miejscowość i gmina we Francji, w regionie Owernia-Rodan-Alpy, w departamencie Puy-de-Dôme.
Według danych na rok 1990 gminę zamieszkiwały 764 osoby, a gęstość zaludnienia wynosiła 39 osób/km² (wśród 1310 gmin Owernii Crevant-Laveine plasuje się na 291. miejscu pod względem liczby ludności, natomiast pod względem powierzchni na miejscu 465.).